# Juan Pablo Pernalete
Juan Pablo Pernalete Llovera (28 de diciembre de 1996 - Caracas, Venezuela, 26 de abril de 2017) fue un estudiante y baloncestista venezolano asesinado durante las protestas en Venezuela de 2017. Mientras que funcionarios gubernamentales y medios oficialistas inicialmente alegaron que Pernalete había sido asesinado con una pistola de perno cautiva, en 2021 Tarek William Saab reconoció que Pernalete fue asesinado con una bomba lacrimógena disparada por un oficial de la Guardia Nacional.

## Biografía
Juan Pablo Pernalete Llovera nació en Caracas el 28 de diciembre de 1996. Es hijo de José Gregorio Pernalete, ingeniero agrónomo, y Elvira Llovera de Pernalete, contadora pública, y hermano de María Gabriela Pernalete Llovera (2001-2020).
En 2015 inició estudios de Contaduría Pública en la Universidad Metropolitana de Caracas. Perteneció al equipo de baloncesto de esa casa de estudios y tenía una beca por excelencia deportiva. Había sido atleta desde los 8 años de edad. Entre sus actividades también figura su participación en el Modelo de Naciones Unidas.
Juan Pablo se dedicaba a las actividades de índole social. Impartía clases de baloncesto a niños en las comunidades de Petare y formaba parte de una fundación protectora de animales. Luego de su muerte, en casa de sus padres quedaron seis perros que había encontrado en la calle y los estaba recuperando para darlos en adopción.

## Asesinato
A los 20 años de edad cae herido, el 26 de abril de 2017, durante una protesta en Altamira, en el municipio Chacao en Caracas. El alcalde de Chacao, Ramón Muchacho, reportó que llegó a Salud Chacao sin signos vitales. Juan Pablo murió producto de un “shock cardiogénico por traumatismo cerrado de tórax”, de acuerdo con lo que indicó el certificado de autopsia, que fue cambiado cinco veces por errores básicos.

## Investigación
El 24 de mayo la fiscal general del Ministerio Público, Luisa Ortega Díaz, declaró en una rueda de prensa que el Pernalete murió producto de una bomba lacrimógena disparada por la Guardia Nacional Bolivariana (GNB), contrario de funcionarios del gobierno, entre ellos Ernesto Villegas, para el momento ministro para la Comunicación e Información, que sostenían que Pernalete había sido asesinado con una pistola de perno cautiva.
El 27 de mayo, el Ministerio Público publicó un video explicando los detalles de la investigación, incluyendo el análisis de mil horas de video de más de 20 cámaras diferentes, cinco testigos presenciales y uno referencial, autopsia, tres inspecciones técnicas en el sitio del suceso, seis levantamientos planimétricos, dos análisis químicos, 38 reconocimientos técnicos sobre evidencias físicas, dos análisis toxicológicos, dos hematológicos, uno de ADN, uno histológico, así como un estudio radiológico, otro antropométrico, un acoplamiento físico de dimensiones de cartucho y huella en ropa y en lesión física, y 79 actos de investigación.
Un año después de la muerte de Pernalete todavía se mantenía la impunidad del caso. El asesinato de Juan Pablo Pernalete fue documentado en un reporte de un panel de expertos independientes de la Organización de Estados Americanos, considerando que podía constituir un crimen de lesa humanidad cometidos en Venezuela junto con otros asesinatos durante las protestas.
El 1° diciembre de 2019, el abogado que llevaba la causa, Waldemar Núñez, primo de José Gregorio Pernalete, fue arrollado por una camioneta en la avenida Urdaneta, en Caracas.

## Reacciones
El hijo del Defensor del Pueblo Tarek William Saab, Yibram Saab, subió un video en YouTube diciendo que había protestado esa noche y que "pudo haber sido él", pidiéndole: “Papá, en este momento tienes el poder de poner fin a la injusticia que ha hundido al país. Te pido como hijo que reflexiones y hagas lo que tengas que hacer”. Al día siguiente de su muerte, el 27 de abril, estudiantes marcharon por dos horas desde la Universidad Metropolitana hasta el lugar en Altamira donde Juan Pablo murió después de realizar una misa en la universidad en su honor.

## Determinación de la Fiscalía
El 1 de mayo de 2021, Tarek William Saab, fiscal designado por la extinta Asamblea Nacional Constituyente, admitió que Juan Pablo Pernalete falleció luego de recibir un impacto de bomba lacrimógena en el pecho, durante las protestas en Venezuela de 2017. Doce funcionarios de la GNB fueron imputados por homicidio preterintencional en grado de complicidad correspectiva. Aún se desconoce el nombre del funcionario que accionó la carabina Narinco Narg 38 con la que dispararon la bomba lacrimógena NF01 38mm, que ocasionó la muerte de Pernalete. El caso ha pasado por 15 fiscales diferentes en el Ministerio Público. Tanto los padres de Pernalete como la Alianza de Familiares y Víctimas 2017 (Alfavic) han solicitado la intervención de a la Fiscalía de la Corte Penal Internacional (CPI) para que «las ejecuciones extrajudiciales» sean investigadas.

## Homenajes
- El 11 de junio de 2017 el padre de Juan Pablo, José Pernalete, indicó en un acto público que uno de los sueños de su hijo era ser jugador de la Asociación Nacional de Baloncesto (NBA) de Estados Unidos, y que dicha liga les envió un reconocimiento en el que solidarizaban por su muerte. El padre del joven expresó que con esta acción su hijo llegó a la NBA: "Nuestro hijo llegó a la NBA, no era la forma como queríamos que llegara, pero llegó y ahora tenemos un cuarto NBA que se llama Juan Pablo Pernalete", en referencia a los tres venezolanos que han jugado en la liga: Carl Herrera, Óscar Torres y Greivis Vásquez).[19]
- El 22 de junio de 2017 se bautizó la avenida Ávila, donde falleció Pernalete, del sector El Dorado en Altamira, con el nombre completo del joven, en un acto donde participó la alcaldía de Chacao, autoridades de la Universidad Metropolitana y amistades de Pernalete.[20]
- El 28 de agosto de 2022 fue inaugurado un mural del artista plástico venezolano, Oscar Olivares, en memoria de Pernalete, ubicado en la urbanización El Marqués, de la ciudad de Caracas, Venezuela. El mural es una imagen que representa al joven fallecido y encabezado por la frase “No estamos dispuestos a perder…”.[21]